# 周璟
周璟（14世紀—15世紀），江西九江府瑞昌縣人，明朝政治人物。

## 生平
周璟是洪武二十九年（1396年）丙子科江西鄉試舉人，授刑科給事中，三十五年（1402年）七月陞刑科左給事中，同年十月再陞刑科都給事中，永樂元年（1403年）以督餉功陞山西右布政使，十三年（1415年）陞山西左布政使，撫綏人民有法，卓然有政聲，後調陝西左布政使，宣德四年（1429年）因任滿九年得賜正二品祿。
宣德八年（1433年），行在都察院論劾周璟造私宅佔用官磚石之罪當斬，又揭發他逢迎小人而謫為雲南右布政使，正統元年（1436年）南京工部右侍郎鄭辰奏劾他在居妻喪時繼娶再醮之婦，命冠帶閒住，然而他在正統五年（1440年）指居妻喪時嫁娶應該無罪，乞求明英宗召集禮官儒臣商議祈求復職，明英宗惱怒其無恥行徑，下令斥還原籍，去世後葬在縣北莊家山，有敕賜碑額，入祀鄉賢祠。

## 引用
1. 1 2  同治《瑞昌縣志·卷八·人物志》：周璟 洪武丙子舉人，初任刑科給事中，未幾陞都給事，永樂間以督餉功晉山西左布政使，撫綏有法，政聲卓然，報最內陞，以百姓疏留復任二十年，正統初致仕，沒葬縣北莊家山，有敕賜碑額，貤封累世，鄉里榮之，祀鄉賢。
2. ↑  《明太宗文皇帝實錄·卷十上》：（洪武三十五年七月）丁亥陞給事中……周璟為刑科左給事中……
3. ↑  《明太宗文皇帝實錄·卷十三》：（洪武三十五年十月甲寅）陞刑科左給事中周璟本科都給事中……
4. ↑  《明太宗文皇帝實錄·卷二十一》：（永樂元年六月戊申）陞刑科都給事中周璟為山西右布政使。
5. ↑  《明太宗文皇帝實錄·卷一百六十八》：（永樂十三年九月）庚子陞……山西右布政使周璟為左布政使……
6. ↑  《明宣宗章皇帝實錄》·卷五十八：（宣德四年九月）戊申陞陝西左布政使周璟正二品祿，以九載任滿故也。
7. ↑  《明宣宗章皇帝實錄·卷一百三》：（宣德八年七月）戊辰改陝西左布政使周璟為雲南右布政使，仍罰俸一年時，行在都察院奏璟造私居侵用官磚石，罪應斬，上素知璟無廉譽，及諂事嬖近，至是語都察院臣曰：「璟罪不止於侵用磚石，姑以此薄示警耳。」遂有是命。
8. ↑  《明英宗睿皇帝實錄·卷十六》：（正統元年四月癸丑）巡撫官工部右侍郎鄭辰奏雲南右布政使周璟於妻服內繼娶再醮之婦，遂逮璟至京下都察院獄當杖，既贖罪陳情乞還職，上命冠帶閒住。
9. ↑  《明英宗睿皇帝實錄》·卷六十三：（正統五年正月戊辰）斥冠帶閒住官周璟還原籍，先是璟任雲南左布政使，工部侍郎鄭辰巡撫雲南，以璟居妻喪繼娶難居方面送部問，擬杖罪，令冠帶閒住，至是又援詔書，文武官無贓復職事例求繁劇自效，且言律稱凡居父母及夫喪而身，自嫁娶者杖一百，居祖父母伯叔父母姑兄姊喪而嫁娶者杖八十，無居妻喪嫁娶應罪之條，乞敕禮官儒臣集議是非昭示天下，使民知所趍避，上怒璟干求無恥，命巡按御史遣其家屬歸故里，如再攪擾必罪不貸。